# 陳鼎 (休寧舉人)
陳鼎（？—？），安徽休宁人，清朝政治人物。
鄉試中舉。嘉庆八年（1803年）至嘉庆十一年（1806年），擔任利川知县。